# Felia Doubrovska
Felia Doubrovska (en russe : Фелия Дубровская), née Felitsata Leontievna Dloujnevskaïa (en russe : Фелицата Леонтьевна Длужневская) à Saint-Pétersbourg (Empire russe) le 13 février 1896 et morte à New York (États-Unis) le 18 septembre 1981, est une danseuse de ballet.

## Biographie
Felia Doubrovska fait ses études à l'École impériale de ballet de Saint-Pétersbourg auprès de Klavdia Koulitchevskaïa et puis intègre la troupe du Théâtre Mariinsky.
Immédiatement après la Révolution russe, elle et son mari, le premier danseur Pierre Vladimiroff, essaient en vain de quitter la Russie n'y parvenant qu'en 1920 ou en 1921.

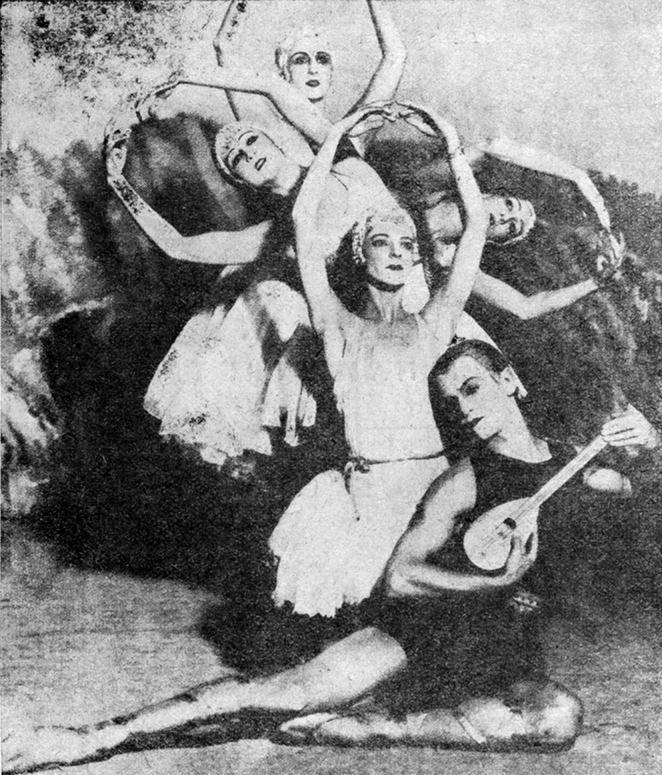
Apollon musagète

Felia Doubrovska travaille avec son mari pour les Ballets russes où elle danse les premiers rôles (dont la Sirène dans Le Fils prodigue de George Balanchine, 1929, une des trois Muses dans Apollon musagète du compositeur Igor Stravinsky chorégraphié également par Balanchine), ceci entraînant des conflits avec une autre première danseuse, Bronislava Nijinska. Felia Doubrovska est forcée de quitter cette troupe, mais fait alors des tournées de concerts avec son mari Pierre Vladimiroff, Anna Pavlova, Léon Voïtsikovski, ainsi que d'autres danseurs russes.
Felia Doubrovska  s'installe ensuite avec son mari à New York où elle intègre le Metropolitan Opera (1938 - 1939). Au cours de ces années, elle commence à enseigner, ainsi que son mari à l'école de ballet de George Balanchine, la School of American Ballet où elle continuera d'occuper un poste de professeur presque jusqu’à la fin de sa vie,.
À la mémoire de Felia Doubrovska a été consacré un documentaire intitulé Felia Doubrovska remembered (Happy to Be So...) (2008) de Virginia Brooks, vice-présidente du Conseil d’administration de Dance Film Association.